# Землетрясение в Италии (2016)
Землетрясение в Центральной Италии произошло 24 августа 2016 года в 03:36 по местному времени (01:36 UTC, 04:36 MSK) вблизи города Норча, в 75 км к юго-востоку от Перуджи, в 45 км к северу от города Л’Акуила и 116 км к северо-востоку от Рима. 
По данным Геологической службы США, очаг землетрясения находился на глубине 10,0 км, а его магнитуда составила 6,2-6,4 по шкале Рихтера. В результате стихийного бедствия погибли 295 человек. Более трёх тысяч человек лишились крыши над головой..
Толчки ощущались на большей части центральной Италии, в том числе в Риме, Неаполе и Флоренции. Наибольшие повреждения получили населённые пункты Пескара-дель-Тронто, Аркуата-дель-Тронто, Аматриче и Аккумоли (провинция Риети).
Это землетрясение — крупнейшая катастрофа в истории страны с 2009 года (тот год, когда произошло землетрясение в районе города Л’Акуила в Абруццо, унёсшее жизни более 300 человек).
27 августа объявлено днём общенационального траура по жертвам землетрясения.
Ещё одно сильное землетрясение в центральной Италии произошло 30 октября в 07:40 по местному времени (06:40 UTC) в 6 км от города Норчия. Очаг землетрясения залегал на глубине 10 км, а магнитуда составила 6,6 по шкале Рихтера.
Это было сильнейшее землетрясение в Италии за последние 36 лет со времен землетрясения в городе Ирпиния в 1980 году. Колебания земной поверхности ощущались по всей Италии, в том числе в Риме, Флоренции и Венеции.
В результате землетрясения была разрушена коммуна Аркуата-дель-Тронто, а также Базилика Святого Бенедикта в городе Норча.